# Koopalings
Os Koopalings (コクッパ, Kokuppa) (também conhecidos como Bowser's minions (クッパの手下, Kuppa no Teshita) ou 7 Bowser Team (クッパ7人衆, Kuppa Shichi Ninshū) no Japão) são um grupo de sete personagens fictícios que trabalham para Bowser, o arqui-inimigo de Mario em sua série de jogos para Nintendo. Eles estrearam em Super Mario Bros. 3 como chefões de cada um dos sete mundos do Reino dos Cogumelos, após Bowser conquistá-los ao roubar os cetros mágicos de cada um dos reis.
Originalmente, foram apresentados como filhos de Bowser. Porém, em 2012, Shigeru Miyamoto anunciou um retcon na franquia, declarando que, na atual continuidade, apenas Bowser Jr. é filho de Bowser.
Nos desenhos animados, feitos pela DiC Entertainment, os Koopalings foram renomeados para que os produtores dos mesmos não pagassem royalties para os artistas reais que inspiraram os seus nomes. Na dublagem brasileira, eles são chamados de Koopalinhos.

## Conceito e criação
Os Koopalings foram modelados por Yoichi Kotabe e Takashi Tezuka a partir da equipe de design de Super Mario Bros. 3 e todos eles receberam seus nomes inspirados em nomes de artistas musicais famosos pelos produtores estadunidenses da série. Na versão japonesa de Super Mario World, apenas seus primeiros nomes foram adaptados, deixando apenas o sobrenome Koopa.
A palavra Koopaling é uma combinação da palavra Koopa com o sufixo -ling, que frequentemente é usado para designar versões infantis, inferiores ou menores de um nome completo. Esse modelo de nomeação descreve adequadamente a relação dos Koopalings com Bowser. Da mesma forma, esse nome no original japonês, Kokuppa, é transliterado essencialmente como Koopa Kids ou Little Koopa em inglês, embora o nome Koopa Kid possa gerar confusão com os personagens homônimos da série Mario Party.
Logo depois de suas primeiras aparições em Super Mario Bros. 3, os Koopalings passaram a aparecer frequentemente nos outros jogos da franquia Super Mario, sempre atuando como vilões à serviço de Bowser.

## Parentesco
A origem dos Koopalings é, por definição, um mistério, já que não há nenhuma mãe conhecida deles. Alguns teorizam que os Koopas, assim como os Yoshis, botam seus próprios ovos. Outros teorizam que Bowser seja viúvo e que sua esposa botou os ovos antes de morrer, mas essa teoria é contraposta e insustentável devido a existência do fato de que Baby Bowser já demonstrava estar romanticamente interessado em Baby Peach, como visto no jogo Mario & Luigi: Partners in Time. Uma outra teoria considerável é de que Bowser criou seus ovos usando magia.
Devido ao retcon anunciado por Shigeru Miyamoto, os Koopalings não são mais considerados filhos de Bowser. Porém, permanecem como irmãos uns dos outros.

## Membros
Os Koopalings são sete no total, seis machos e uma fêmea.

### Ludwig von Koopa
Ludwig von Koopa é o mais velho dos Koopalings. Ele é muito inteligente e costuma atuar como o segundo comandante, estando abaixo apenas de Bowser. Também sendo bastante criativo, Ludwig se mostra tão ganancioso pelo poder e um vilão tão malvado quanto, ou até mais do que Bowser. Seu nome foi inspirado no compositor e pianista alemão Ludwig van Beethoven. Nos desenhos animados, Ludwig é chamado de Kooky von Koopa, algo como Koopa Vaidoso em português, e fazendo alusão a esse nome, é muito arrogante, orgulhoso, vaidoso e se autodenomina o gênio do mal. Seu cabelo é o mais volumoso dos Koopalings e possui cor azul, mesma cor de seu casco. Em Super Mario Bros 3., seu cabelo é cinza e seu casco é verde.

#### Super Mario Bros. 3
Em Super Mario Bros. 3, Ludwig dominou a Terra dos Canos do Reino dos Cogumelos, transformando o Rei da mesma em um Yoshi e fugiu em seu navio voador. Quando Mario apareceu para combatê-lo com a missão de restaurar a ordem na Terra dos Canos, Ludwig usou o cetro mágico roubado do Rei para lutar contra o herói. Com o poder do cetro, Ludwig era capaz de criar terremotos intensos, mas felizmente os seus truques não foram páreos para a força e determinação de Mario. Depois de derrotado por Mario e este tendo recuperado o cetro mágico, Ludwig perdeu o controle da Terra dos Canos.

#### Super Mario World
Em Super Mario World, Ludwig ocupou a área das Pontes Gêmeas na Terra dos Dinossauros. Mario apareceu mais uma vez para combatê-lo e durante essa batalha, Ludwig se valeu de uma estratégia mais bruta a fim de derrotar o protagonista. Tal estratégia consistia em atirar bolas de fogo pela boca e avançar com toda a força do seu casco em cima de Mario. Entretanto, o herói o venceu mais uma vez e acionou o detonador para explodir o castelo de Ludwig. No momento em que o fez, Mario foi surpreendido, pois ao invés do castelo explodir como o esperado, o mesmo subiu como um foguete, bateu em uma montanha, e enfim, explodiu.

### Lemmy Koopa
Lemmy Koopa é o segundo mais velho dos Koopalings, porém o mais baixo entre eles. Seu nome foi inspirado em Lemmy Kilmister, o fundador da banda de rock inglês Motörhead. Lemmy costuma andar se equilibrando em cima de uma bola e utiliza truques circenses em seus ataques. Sua paixão pelo circo é tamanha que ele preferiria trabalhar em um do que lutar contra Mario. Ela também lhe rende o apelido de "Príncipe Palhaço dos Koopas" (referência ao apelido do vilão Coringa, de Batman, "Príncipe Palhaço do Crime"). Nos desenhos animados, Lemmy foi nomeado Hip Koopa e é o irmão gêmeo de Hop Koopa (Iggy), formando um trocadilho com a palavra hip-hop. Possui um cabelo punk colorido, olhos estrábicos, e seu casco é laranja. Em Super Mario Bros 3., seu cabelo é loiro e seu caso é verde.

#### Aparições em Jogos
Em Super Mario Bros. 3, ele dominou a Terra do Gelo, enquanto que em Super Mario World, seu mundo é a Cúpula da Baunilha. Em ambos os jogos, Lemmy luta contra Mario usando truques muito semelhantes aos de sua irmã, Wendy.

### Roy Koopa
Roy Koopa é o terceiro mais velho dos Koopalings. Seu nome foi inspirado no cantor Roy Orbison. Em suas versões ocidentais, Roy é o típico brutamontes (por isso é chamado de "garotão" no guia de Super Mario Bros. 3) , porém, no Japão, o personagem é calmo e reflexivo (como visto nos mangás e OVA's). Ele e Morton preferem usar a força bruta nos ataques. Nos desenhos, ele é o o mais velho dos irmãos e é chamado de Bully Koopa, que significa Koopa Valentão. Tem esse nome porque costuma provocar os seus irmãos por diversão. Ele é careca, usa óculos escuros de armação rosa, braceletes espinhosos e possui a cabeça rosa, mesma cor de seu casco até New Super Mario Bros Wii, no qual foi mudado para roxo para diferir do casco de Wendy. Sua preferência pela cor rosa faz alusão a um ditado popular nos Estados Unidos que diz que homens de verdade usam rosa.

#### Aparições em Jogos
Em Super Mario Bros. 3, Roy dominou a Terra dos Céus. Quando Mario surge para combatê-lo, Roy se vale de uma estratégia semelhante à de seu irmão mais novo, Morton Koopa Jr., que consiste em pular e causar tremores no chão para paralisar Mario, além de atacar com o seu cetro mágico. Já em Super Mario World, o mundo de Roy é a Floresta da Ilusão e, mais uma vez, suas estratégias são muito semelhantes à de Morton Koopa Jr.

### Iggy Koopa
Iggy Koopa é o quarto dos Koopalings, o irmão do meio. Seu nome foi inspirado no cantor Iggy Pop. Assim como Ludwig, Iggy é muito inteligente, rápido e poderoso, porém possui maior desequilíbrio mental que seu irmão mais velho. Nos desenhos animados, ele é chamado de Hop Koopa e é irmão gêmeo de Hip (Lemmy), formando um trocadilho com a palavra hip-hop. Iggy usa óculos grandes, estilo fundo de garrafa. Originalmente, seu cabelo era da mesma cor do de Lemmy, porém foi alterado a partir de New Super Mario Bros Wii para verde (a mesma cor de seu casco). Em Super Mario Bros. 3, seu casco é azul e seu cabelo é loiro.

#### Aparições em Jogos
Em Super Mario Bros. 3, Iggy dominou a Terra dos Gigantes, onde tudo e todos nela possuem tamanhos desproporcionais. Em Super Mario World, o mundo de Iggy é a Ilha do Yoshi, onde Mario precisa derrotá-lo a fim de livrar os Yoshis da ilha do controle perverso do Koopaling. Em Mario & Luigi Superstar Saga, Iggy é o primeiro Koopaling a ser enfrentado, deixando os irmãos Mario tontos após dar um giro intenso no início da batalha. No remake para Nintendo 3DS de Mario & Luigi Superstar Saga, ele aparece como personagem jogável no jogo Mario & Luigi: Superstar Saga + Bowser's Minions e seu inimigo é Dark Iggy Koopa, sua versão maléfica.

### Wendy O. Koopa
Wendy O. Koopa é a terceira irmã mais nova e a única fêmea dos Koopalings. Seu nome foi inspirado na cantora americana Wendy O. Williams, da banda de punk rock Plasmatics. Wendy é a mais mimada dos Koopalings, tendo ataques de fúria quando não consegue o que quer. Apesar de ser durona, ela preseva seu lado feminino. Nos desenhos animados, seu nome é Kootie Pie Koopa, algo como tortinha, doçura ou belezinha (numa possível referência ao seu ataque em Super Mario Bros. 3), e sua personalidade permanece igual. Assim como Roy, ela não possui cabelos, porém usa um enorme laço rosa na cabeça, além de brincos, pulseiras, sapatos de salto alto e batom nos lábios. Seu casco é rosa em todos os jogos, exceto Super Mario Bros. 3, no qual ele é vermelho.

#### Aparições em Jogos
Em Super Mario Bros. 3, Wendy dominou a Terra da Água e em sua luta contra Mario, ela usou o poder do seu cetro mágico para atirar anéis doces contra o protagonista. Já em Super Mario World, Wendy ocupou a Ilha Chocolate e a sua modalidade de batalha se assemelhava à de Lemmy Koopa. A sua derrota em Super Mario World é o que revela o último mundo da Terra dos Dinossauros, onde Mario deverá enfrentar pessoalmente Bowser.

### Morton Koopa Jr.
Morton Koopa Jr. é o segundo mais novo dos Koopalings. Seu nome foi inspirado em Morton Downey, Jr., um apresentador de talk show americano. Morton é muito rabugento, mas também possui um lado vaidoso. Ele e Roy preferem usar a força bruta em seus ataques. Nos desenhos animados, Morton é chamado de Big Mouth Koopa, que significa Koopa Bocão, pois é muito tagarela. Ele possui apenas três fios de cabelo acinzentados, além de um casco preto e um tom de pele mais escuro que o de seus irmãos. Morton tem uma maquiagem de estrela sobre um dos olhos, adotando um visual inspirado no cantor Paul Stanley, vocalista do Kiss. Em Super Mario Bros. 3, sua cabeça e casco são cinzas.

#### Aparições em Jogos
Em Super Mario Bros. 3, Morton dominou a Terra do Deserto e o seu principal truque em seu combate contra Mario era o de provocar terremotos de magnitude suficiente para paralisá-lo temporariamente e com isso, deixá-lo à mercê dos seus ataques de seu cetro mágico. Em Super Mario World, Morton ocupou a Planície da Rosquinha, um mundo formado por uma planície com um lago em seu centro, se assemelhando assim a uma rosquinha. É um mundo com diversas passagens secretas, e Mario teve que ser mais esperto que o habitual a fim de desvendar todas.

### Larry Koopa
Larry Koopa é o caçula dos Koopalings. Seu nome foi inspirado em Larry King, um apresentador de talk show. Larry gosta muito de esportes e sempre procura um jeito de se dar bem. Sua habilidade atlética é usada em seus ataques. Nos desenhos, ele é o filho do meio e é chamado de Cheatsy Koopa, que significa Koopa Trapaceiro. Seu casco é azul celeste, mesma cor de seu cabelo, penteado em forma de topete. Em Super Mario Bros. 3, seu cabelo é branco e seu casco é verde.

#### Aparições em Jogos
Em Super Mario Bros. 3, Larry dominou a Terra da Grama, o primeiro mundo do Reino dos Cogumelos a solicitar a ajuda de Mario para se livrar da ameaça do Koopaling. Já em Super Mario World, Larry compartilha o domínio do Vale do Bowser com o próprio Bowser e a sua modalidade de combate é a mesma de Iggy Koopa.

## Aparições
Os Koopalings apareceram como personagens chefes nos jogos spin-offs de Mario Yoshi's Safari, Mario & Luigi: Superstar Saga e seu remake para Nintendo 3DS Mario & Luigi: Superstar Saga + Bowser's Minions, onde eles serviram como chefes em Bowser's Castle, a última área do jogo. Eles deveriam ser incluídos no jogo do Nintendo DS Super Princess Peach, mas foram cortados por motivos desconhecidos, e apenas os restantes sprites permanecem nos jogos. Em Mario Kart 8 para Wii U em 2014, os Koopalings fizeram sua estreia como personagens jogáveis pela primeira vez. Eles também reapareceram em "Mario Kart 8 Deluxe" para Nintendo Switch. Em Super Smash Bros. for Nintendo 3DS e Wii U e Super Smash Bros Ultimate, cada um dos sete costumes alternativos de Bowser Jr. o substitui por um dos Koopalings, com cada um lutando no topo do Junior Clown Car.